# Sumampattus pantherinus
Sumampattus pantherinus là một loài nhện trong họ Salticidae.
Loài này thuộc chi Sumampattus. Sumampattus pantherinus được Cândido Firmino de Mello-Leitão miêu tả năm 1942.